# Przytamki
Przytamki – rodzaj niskich wygrodzeń (tam) w spągu chodnika, wybudowana przed tamą podsadzkową,  w którym jest odprowadzana woda podsadzkowa. Przytamki pełnią rolę gromadzenia (mułów) i odprowadzenia z nich wody podsadzkowej ze zrobów, które są podsadzane podsadzką hydrauliczną.